# 島根県道252号枕木山線
島根県道252号枕木山線（しまねけんどう252ごう まくらぎさんせん）は、島根県松江市を通る一般県道である。

## 概要
松江市枕木町から松江市邑生町（おうちょう）に至る。

### 路線データ
- 起点：松江市枕木町（枕木山）
- 終点：松江市邑生町（国道431号交点）

## 歴史
- 1959年（昭和34年）8月7日 - 島根県告示第626号により認定される。
- 1971年（昭和46年）4月 - 枕木山有料道路が開通する。
- 1972年（昭和47年）頃 - 現行の県道番号に変更される。
- 1983年（昭和58年）4月1日 - 枕木山有料道路が無料開放される。

## 地理

### 通過する自治体
- 松江市

### 交差する道路
| 交差する道路             | 交差する場所         | 交差する場所 |
| ------------------------ | -------------------- | ------------ |
| 国道431号 国道485号 重複 | 邑生町（おうちょう） | 終点         |

### 沿線
- 枕木山 - 標高456 m。山頂には山陰地方の放送局の送信所や中継局となる松江・米子 テレビ・FM放送所がある。
- 華蔵寺